# ДАНСwithme
#ДАНСwithme е хаштаг (на английски: hashtag), посветен на протестите срещу правителството на Република България оглавявано от министър-председателя Пламен Орешарски. Протестите започват на 14 юни 2013 г. като реакция на обществото в отговор на назначението на Делян Пеевски за председател на ДАНС и продължават повече от година. Делян Пеевски е избран за председател на ДАНС по предложение на Министерски съвет (кабинетът на Пламен Орешарски). (Протести срещу кабинета „Орешарски“)
Въпросът кой точно е посочил името на Пеевски като кандидат за председател на ДАНС остава без официален отговор. Спрягани са имената на Сергей Станишев (по това време председател на партия БСП), Пламен Орешарски (по това време министър-председател), Лютви Местан (по това време председател на парламентарната група на ДПС) и Ахмед Доган (основател и бивш председател на ДПС). На 19 юни 2013 г. (5 дни по-късно) кандидатурата на Делян Пеевски е оттеглена от Лютви Местан пред Народното събрание. Въпреки това протестите продължават с искане за оставка на правителството, съставено от Пламен Орешарски след Парламентарните избори на 12 май 2013 г. Всички партийни лидери отказват да отговорят на въпроса, докато Мая Манолова не казва саркастично на 13 септември 2013 г. в ефира на Нова телевизия, „Ако това ще ви успокои, аз предложих Делян Пеевски“. Въпросът #КОЙ най-накрая бе отговорен от нея над 7 години по-късно в ефира на телевизия Евроком. На 8 януари 2021 г. лидерката на Изправи се.БГ потвърди, че Сергей Станишев и Лютви Местан са предложили Пеевски за председател на ДАНС.

## #ДАНСwithme в социалните мрежи
ДАНСwithme е хаштаг и по правило се изписва със символа диез (#) отпред – #ДАНСwithme. Използва се като разновидност на метаданни за отбелязване на принадлежност на даден текст към определена актуална тема, най-често в социалните мрежи като Twitter и Facebook. Добавянето на хештага към всяка публикация позволява на заинтересованите да следят новостите в социалните мрежи в Интернет и новинарските уеб сайтове.
#ДАНСwithme е първият масово разпространен хаштаг в българското уеб пространство с почти 2000 споменавания в Интернет в първия ден от появата си (14 юни 2013 г.), като най-често се ползва от хората в часовете между 18:00 и 20:00 часа – времето на провеждане на протестите. Освен голямата си популярност в България, хаштагът се споменава и от международни медии като BBC, Euronews и Aljazeera
Авторът на хаштага #ДАНСwithme е известен на присъствалите на Mobile Monday Sofia на 27 май 2013; впоследствие в интертнет хаштагът се поства от Петър Илиев , като първоначално се ползва за маркиране на „оригинални идеи за личности на абсурдни постове“ както и SEO с цел популяризиране на искането за #оставка. Тези оригинални идеи са провокирани от назначаването на Делян Пеевски за председател на ДАНС. Впоследствие ползването на хаштага се изменя в посока обобщаване на публикации свързани с управлението на Пламен Орешарски и искането на неговата оставка. Няколко дни по-късно електронни медии като NovaTV и bTV започват да наричат ежедневните протести с името на хаштага.

## Етимология
#ДАНСwithme представлява специфична игра на думи. ДАНС е абревиатура на Държавната агенция „Национална сигурност“, назначаването на чийто председател е поводът за започване на протестите. В същото време данс е звуковият еквивалент на английската дума за танц, танцуване (на английски: dance). В комбинация с думите „с мен“ (на английски: "with me"), #ДАНСwithme може да се преведе буквално като „танцувай с мен“. Това олицетворява мирният характер на протестите, голяма част от които протичат в протестни танци под ритъма на музика, изпълнявана от самите протестиращи.